# Народни слободарски покрет
Народни слободарски покрет је регистрована политичка странка. Као народњачка странка свој рад заснива на националној традицији, европским принципима и која је спремна да се придржава свих савремених и практичних принципа у вођењу државе.
Народни слободарски покрет истиче пет кључних политичких задатака као основе свог политичког деловања: 
- Успостављање владавине права
- Србија као војно и политички неутрална држава
- Успостављање концепта српског културног простора
- Заустављање аутогеноцида
- Уништење мафије

НСП је настала је из политичке странке Трећа Србија-Богата Србија одлуком скупштине те партије од 17. децембра 2016. да даљи рад и организациону структуру прилагоди идеји модерног европског покрета.
Главни орган покрета је председништво. На челу председништва је Мирослав Паровић, а поред њега су ту још и Мироје Јовановић, адвокат; Марко Теслић, предузетник; Боривој Рашуо, песник и политиколог и проф. др Ненад Крстић, редовни професор Филозофског факултета у Новом Саду.
Парламентарна је у АП Војводини, као и у неколико градова и општина у Републици Србији. у АП Војводини, Граду Новом Саду, Граду Сомбору и Општини Смедеревска Паланка су у власти са странкама окупљеним око Српске напредне странке. У Граду Шапцу, као и у Општини Сечањ су у опозицији.
НСП има сарадњу са Народном мрежом, Владана Глишића и са Српском странком Заветници, као и са бројним локалним групама грађана.